# El Solà del Sot

El Solà del Sot, respecte del terme de Granera

El Solà del Sot és una masia del terme municipal de Granera, a la comarca catalana del Moianès. Pertanyia a la parròquia de Sant Julià d'Úixols.
Està situada a 809,5 metres d'altitud a l'extrem oriental del terme municipal, en una mena d'apèndix que forma el terme municipal de Granera a dins del de Castellterçol. És al nord-est de la masia de Salvatges, al nord-oest del Serrat de les Pedres, al sud-est del Pererol i a ponent de Sant Julià d'Úixols. Queda a la dreta del torrent del Pererol.
El millor camí per accedir-hi és el que arrenca del Camí de Castellterçol a Sant Julià d'Úixols, en terme de Castellterçol. Aquest camí, que surt del carrer de Pasqual, a l'extrem de ponent del nucli de la vila, va seguint per l'esquerra el torrent del Solà, en direcció a Sant Julià d'Úixols, fins que el travessa i se situa a la vora esquerra del torrent del Pererol. Segueix aigües amunt cap al sud aquest torrent, fins que el travessa i el segueix encara un altre tram per la dreta del torrent fins que, al cap d'un tros, guanya alçada per assolir el replà on es troba la masia del Solà del Sot.